# 1801 Titicaca
1801 Titicaca è un asteroide della fascia principale del diametro medio di circa 23,18 km. Scoperto nel 1952, presenta un'orbita caratterizzata da un semiasse maggiore pari a 3,0169914 UA e da un'eccentricità di 0,0746880, inclinata di 10,98902° rispetto all'eclittica.
L'asteroide è dedicato al lago Titicaca.